# 荷俄關係
荷蘭－俄羅斯關係（俄语：Нидерландско-российские отношения，荷兰语：Russisch-Nederlandse betrekkingen），簡稱荷俄關係或俄荷關係，是荷蘭王國和俄羅斯聯邦兩個歐洲國家之間的雙邊關係。現今，俄羅斯在海牙設有大使館，荷蘭則在莫斯科設有大使館，在聖彼得堡設有領事館，在南薩哈林斯克設有名譽領事館。
兩國的關係隨政權更迭而經常有所變化，雙方有紀錄最早的貿易往來始於西元1000年左右。1613年，兩國正式建立官方的外交關係。17世紀，荷蘭作為當時的海權強國，曾被欲推動西化的俄國沙皇彼得大帝作為學習的對象。冷戰期間，由於荷蘭與蘇聯分屬不同陣營，關係近乎冻结。蘇聯解體後，雙方關係解凍，政經往來大幅增加，但自2013年以來，由於一系列衝突和事件，兩國關係再度趨向緊張。

## 早期歷史

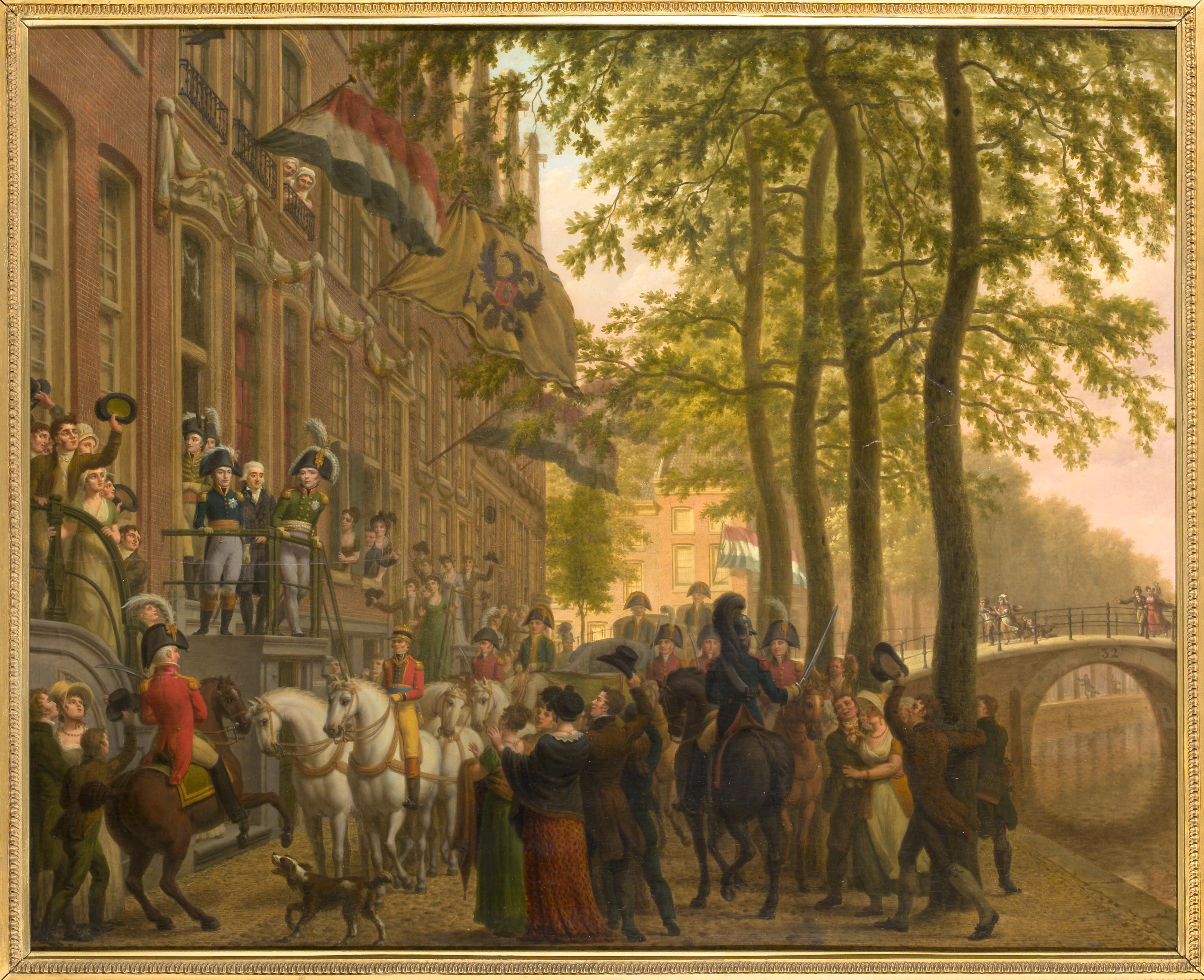
1814年，俄羅斯沙皇亞歷山大一世訪問阿姆斯特丹，並與荷蘭國王威廉一世會見

### 帝俄時期

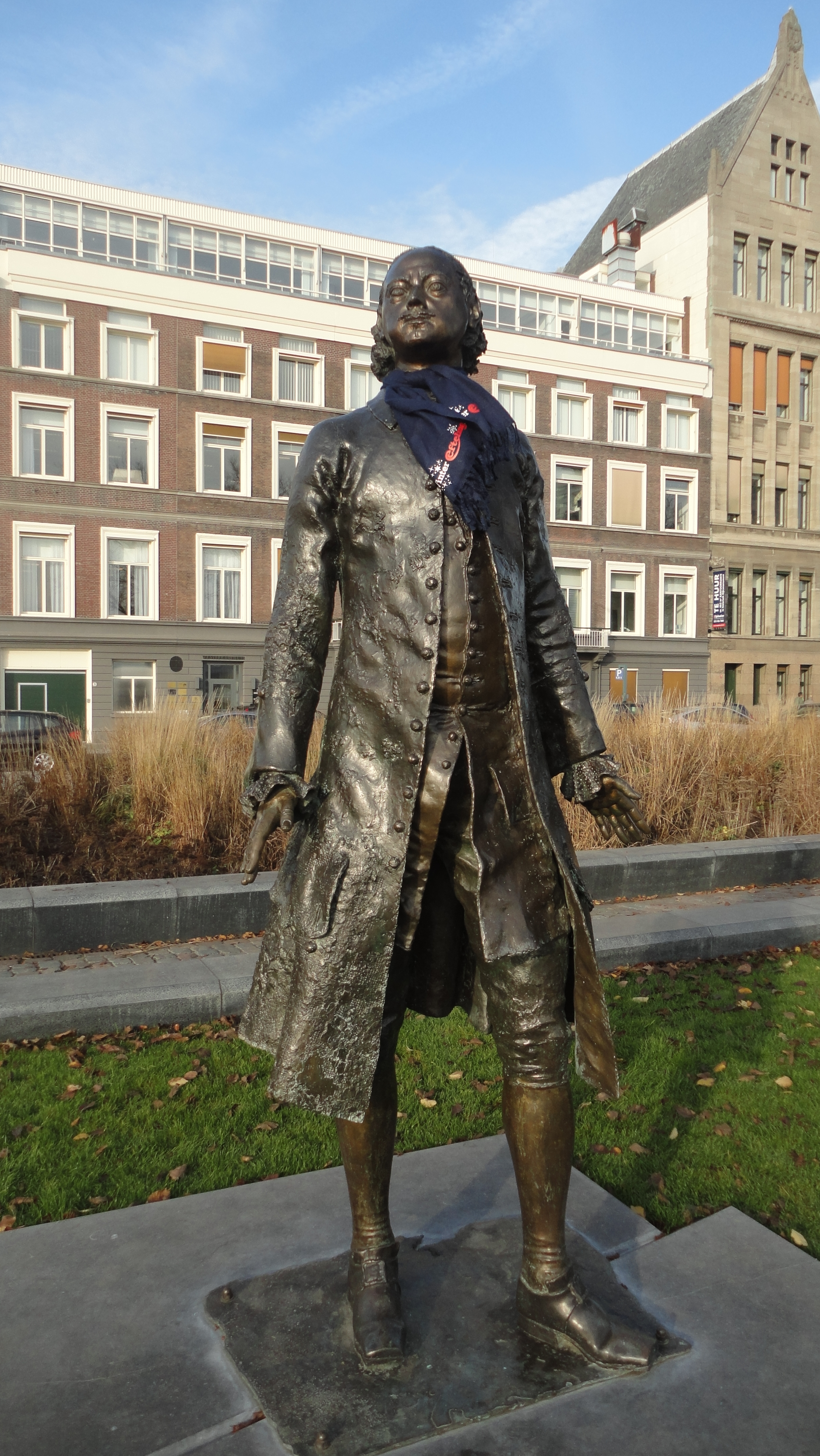
荷蘭鹿特丹的彼得大帝雕像

1613年，俄羅斯帝國大使烏沙科夫與札孛羅夫斯基訪問荷蘭共和國，並向奧蘭治親王拿騷的毛里茨贈送了沙皇米哈伊爾一世的信，告知荷蘭方面其登基的消息，並請求荷蘭提供幫助以抵抗波蘭的侵略。此為雙國間首次正式的外交紀錄。
在阿列克謝一世时期，莫斯科已有大量的荷兰工匠；俄国对外通商的货物大部分也是经由荷兰商人运抵欧洲各国。在彼得大帝時代，俄羅斯與荷蘭的關係發展最為活躍；由於彼得的海洋事务老师也是荷兰人，因此，彼得对荷兰有着极大的好感，在他的西歐之行期間（1697年至1698年）也曾訪問荷蘭，並在當地學習造船術，除此之外，其访问团还招募了几百名熟练工匠，並购买了大批新式武器。同時，彼得意識到需要為俄國的海軍設計一面軍旗，他因此效仿了荷蘭國旗的三色旗設計（當時的荷蘭國旗是橙-白-藍三色），1883年5月7日該旗幟正式成為俄羅斯帝國國旗，同時也是現今俄羅斯國旗的基礎。
拿破崙戰爭期間荷蘭被法國占領並建立傀儡政權巴達維亞共和國，當時的沙皇亚历山大一世答應支持威廉王子，並幫助恢復荷蘭獨立為目標。隨著拿破崙在莫斯科戰役和萊比錫戰役的失敗，1815年法軍佔領結束，荷蘭聯合王國宣布成立。在19世紀和20世紀初，雙方之間的關係大致十分良好，未有重大衝突。

### 蘇聯時期
蘇聯成立後，荷兰基於反共立場，二战前一直不愿意承认苏联。
二戰時期荷蘭遭受納粹德國佔領，荷蘭流亡政府與蘇聯同屬反軸心國陣營，1942年由于对德战争的需要才承认了苏联。
儘管當時曾有25,000名荷蘭志願軍加入德國武裝親衛隊並在東部戰線上與蘇聯作戰，但沒有得到荷蘭流亡政府的支持。1948年荷兰与苏联签订了第一个贸易协定。
在冷戰期間，荷蘭為北大西洋公约组织創始成員之一，其後苏联与荷兰的关系一直近乎冻结状态，荷蘭歷屆政府都將蘇聯和華沙公約組織視為對其安全的威脅。1964年荷兰外交大臣伦斯首次访问莫斯科，使荷苏关系稍稍升温，但整體來說双边关系改善的幅度不大。

## 近代關係（俄羅斯聯邦時期）

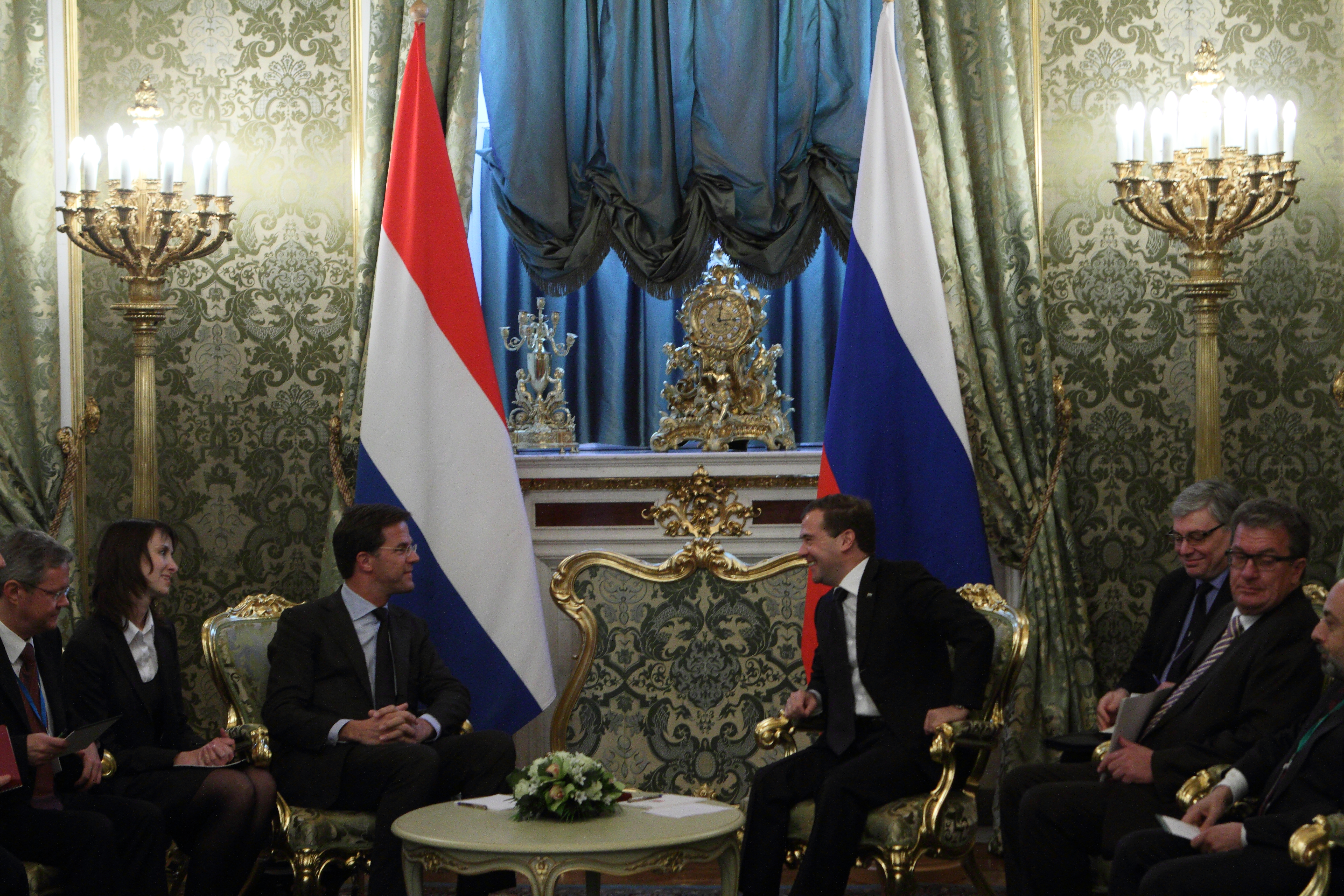
2011年10月20日，俄羅斯總統德米特里·梅德韋傑夫（右）在克里姆林宮會見了荷蘭總理馬克·呂特（左）

蘇聯解體後，荷蘭與俄羅斯關係逐漸解凍，雙方的經貿交流大幅增加。2014年，俄荷貿易額達到732億美元（根據俄羅斯聯邦海關總署的統計）。荷蘭曾經是俄羅斯的第一大出口目的地（679億美元，後來被中華人民共和國取代）和第14大進口夥伴（52億美元）。2014年，俄荷貿易額佔俄羅斯外貿總額的9.4％。截至2014年第二季度末，荷蘭在俄羅斯的直接投資累計達到678億美元（根據俄羅斯中央銀行的統計數據），佔俄羅斯經濟中累計外國直接投資總額的11％。 
荷蘭主要向俄羅斯出口農產品、食品、化學工業產品、機械和車輛。俄羅斯向荷蘭出口礦產資源以及燃料、金屬和金屬製品。
除了商業和政治之外，荷蘭對俄羅斯近代的足球發展也有顯著影響，先後有荷蘭人胡斯·希丁克（2006至2010年）與迪克·艾德沃卡特（2010至2012年）擔任過俄羅斯國家足球隊主教練。
2011年10月，俄羅斯總統德米特里·梅德韋傑夫在克里姆林宮會見了荷蘭總理馬克·呂特，討論了雙邊關係。
2013年，在荷蘭和俄羅斯均舉行了許多文化活動，以慶祝兩國正式外交關係400週年。俄羅斯總統弗拉基米爾·普京並在該年訪問了阿姆斯特丹。
由於荷蘭是歐洲聯盟的成員，因此現今俄羅斯－荷蘭之間的關係也與俄羅斯－歐盟關係密切相關。

### 衝突與事件

#### 極地曙光號事件
2013年9月，共30名綠色和平組織的活動人士當時正試圖登上俄羅斯在北極的鑽井平台，抗議俄國在北極開採石油，其乘坐的「極地曙光號」船隻和船員之後遭俄羅斯方面拘押；由於該船懸掛著的是荷蘭的國旗，荷蘭後向聯合國法庭提出起訴。

#### 烏克蘭危機
2014年3月以來，由於烏克蘭危機，荷蘭參加了歐盟對俄羅斯的經濟制裁。2014年8月，俄羅斯發起了對歐盟農產品的報復性抵制行動。

#### 马航17号班机空难
2014年7月17日，马来西亚航空17号班机於烏克蘭東部上空，遭到親俄的烏東分離主義份子擊落，造成193名荷蘭公民罹難，兩國關係進一步緊張。2019年6月19日由荷蘭主導的聯合調查團宣布，將以謀殺罪起訴4名涉案的嫌犯，其中包含3名俄羅斯人和1名烏克蘭人。2020年7月10日，荷蘭政府表示，將對於马来西亚航空17号班机事件向歐洲人權法院對俄國提出控告。

#### 澤傑斯特拉事件
2018年，時任荷蘭外交部長哈爾伯·澤爾斯特拉被荷蘭人民報調查後揭發，其於2016年聲稱聽聞俄國總統普丁的「大俄羅斯」構想，實為謊言。澤爾斯特拉於2016年的一場競選活動中宣稱在2006年曾受邀到普丁的度假屋，並聽到普丁提到「大俄羅斯」構想（指收復之前俄羅斯政權的領土，包含白俄羅斯、烏克蘭、波羅的海國家等），澤爾斯特拉承認撒謊後立刻宣布辭職，並連帶使的總理呂特也被發動不信任案，最後以101票反對，43票贊成未通過，但此事件再度加深了兩國的不信任感。

#### 互逐大使
2020年12月，荷蘭安全情報局表示，有兩名俄羅斯駐荷蘭外交官涉及間諜活動，當局宣布驅逐這兩名俄外交官。然而俄罗斯當局表示，荷兰方面的指控毫无依据，2021年1月18日，俄罗斯外交部发表声明，俄罗斯决定驱逐两名荷兰外交官。俄外交部称，这是针对荷兰去年年底驱逐两名俄罗斯外交官采取的报复性措施。

## 兩國基本資料
|              | 荷蘭 荷兰王国的構成國          | 俄羅斯 俄羅斯聯邦               |
| ------------ | ------------------------------ | ------------------------------- |
| 国旗         | 荷兰                           | 俄罗斯                          |
| 国徽         |                                |                                 |
| 国家面积     | 41,526 平方公里                | 17,124,442 平方公里             |
| 国家人口     | 17,553,581 人                  | 146,801,931 人                  |
| 人口密度     | 423 人/平方公里                | 8.4 人/平方公里                 |
| 首都         | 阿姆斯特丹 海牙（行政中心）    | 莫斯科                          |
| 最大城市     | 阿姆斯特丹                     | 莫斯科                          |
| 政府体制     | 聯邦制 議會民主制 君主立憲制   | 聯邦制 半總統制 立憲共和國      |
| 现任国家元首 | 國王 威廉-亞歷山大             | 總統 佛拉迪米爾·普丁            |
| 现任政府首脑 | 總理 馬克·呂特                 | 總統 佛拉迪米爾·普丁            |
| 官方语言     | 荷蘭語（事實上）               | 俄语                            |
| 貨幣         | 歐元（€)                       | 俄羅斯盧布（₽）                 |
| GDP (PPP)    | 8,659 亿美元, 人均 50,846 美元 | 37,450 億美元, 人均 26,109 美元 |
| GDP (名义)   | 7,699 億美元, 人均 53,106 美元 | 16,370 亿美元, 人均 11,162 美元 |
| 現役軍人     | 61,130（2008年）               | 798,000（2013年）               |

## 外部連結
- 俄羅斯駐荷蘭大使館 （页面存档备份，存于）
- 荷蘭駐莫斯科大使館 （页面存档备份，存于）